# Stefan Manczarski
Stefan Feliks Manczarski (ur. 30 maja 1899 w Warszawie, zm. 17 listopada 1979 tamże) – polski inżynier, radioelektryk, geofizyk i biofizyk, uczony i wynalazca.

## Życiorys

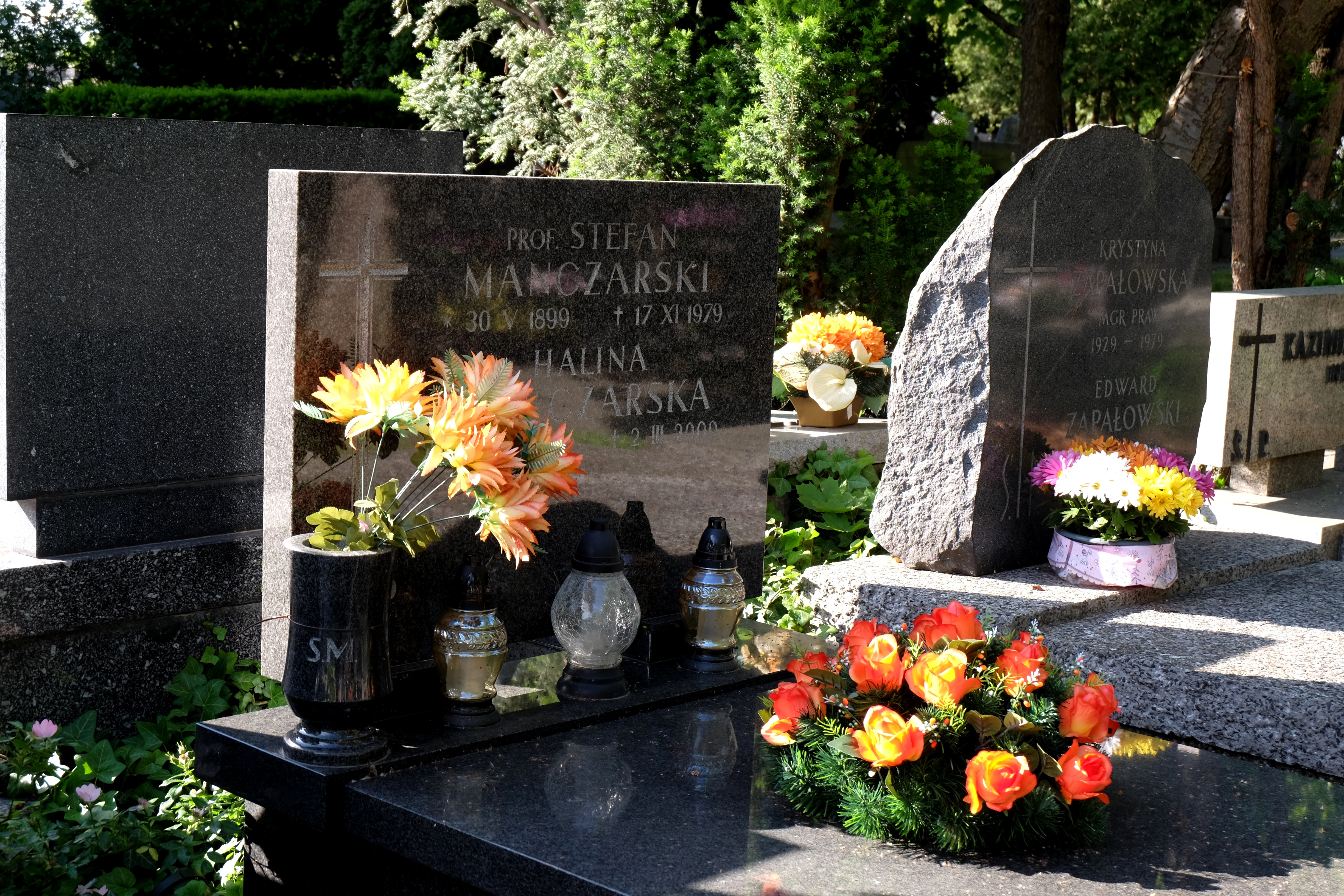
Grób prof. Stefana Manczarskiego na Cmentarzu Wojskowym na Powązkach w Warszawie

Jego rodzice Aleksander (1863–1946) i Barbara z Truszkowskich (1864–1920) byli nauczycielami w Instytucie Głuchoniemych w Warszawie. Uczył się w szkole zawodowej im. Michała Konarskiego, a następnie w gimnazjum im. Emila Konopczyńskiego w Warszawie. Studiował na Wydziale Elektrycznym Politechniki Warszawskiej (1917–1923). Był radioelektrykiem, geofizykiem i biofizykiem. W 1922 r. skonstruował pierwszy polski radioodbiornik lampowy. W 1929 r. zbudował i opatentował, prezentowany na Powszechnej Wystawie Krajowej, oryginalny model nadajnika i odbiornika telewizyjnego, w którym obrazy mogły być zapisywane na obracających się płytach metalowych (prototyp magnetowidu); na podstawie patentu Manczarskiego produkowano w następnych latach w USA ruchome reklamy świetlne. Pracował w przemyśle radiotechnicznym, a następnie w Ministerstwie Poczt i Telegrafów w jako ekspert radiotechniczny, radca i naczelnik Wydziału Radiokomunikacji. 
W czasie II wojny światowej pracował w tajnym nauczaniu. Był związany także z Armią Krajową, dla dowództwa której opracowywał nowe typy anten nadajników radiowych, których wykrycie za pomocą anten kierunkowych było niezmiernie trudne. W czasie powstania warszawskiego zmontował rozgłośnię lokalną na Starym Mieście.
Od 1946 r. był wykładowcą Politechniki Warszawskiej, od 1951 r. także Wojskowej Akademii Technicznej, a od 1960 r. dyrektorem Zakładu Geofizyki PAN. W 1956 r. został wybrany na sekretarza naukowego Komitetu Międzynarodowego Roku Geofizycznego i Roku Spokojnego Słońca. Do 1974 r. sprawował funkcję wiceprezesa Zarządu Głównego Polskiego Towarzystwa Cybernetycznego.
Zajmował się psychotroniką. Jego zdaniem zjawiska porozumiewania na odległość mają charakter elektromagnetyczny, nie uczestniczą w nich jednak fale o ściśle określonej długości, lecz fale o charakterze widmowym obejmujące naraz znaczny zakres częstotliwości (wg innych nośnikiem miałyby być hipotetyczne fale grawitacyjne). Wynikiem systematycznego eksperymentowania uczonego z jasnowidzem Stefanem Ossowieckim była „hipoteza śladu”, próbująca tłumaczyć, jakim sposobem szczególnie wrażliwa osoba dotykająca przedmiotu jest w stanie określić, kto uprzednio rzecz tę miał w rękach. Nośnikiem informacji (wg Manczarskiego) są ślady pozostawione na powierzchni przedmiotu. Mogą to być zarówno ślady chemiczne, jak i energetyczne – ślady fal uderzeniowych. Był jednym z twórców teorii bioplazmy.
Był członkiem honorowym organizacji: PTETIS (1973), PTC, Polskiego Związku Krótkofalowców, Klubu Polarnego przy Uniwersytecie Wrocławskim i IAPR (Międzynarodowego Stowarzyszenia Badań Psychotronicznych).
Zmarł w Warszawie. Został pochowany na Cmentarzu Wojskowym na Powązkach (kwatera B 39-2-3).

## Ordery i odznaczenia
- Złoty Krzyż Zasługi (10 listopada 1933)[1]

## Upamiętnienie
Jednej z dolin i przylądkowi na Antarktydzie nadano nazwę „Manczarskiego”.